# Ações judiciais pós-eleitorais relacionadas à eleição presidencial de 2020 nos EUA
Após a eleição presidencial dos Estados Unidos de 2020, a campanha do presidente em exercício Donald Trump e outros grupos apresentaram 62 processos judiciais questionando os processos eleitorais, a contagem de votos e a certificação dos resultados em nove estados (incluindo Arizona, Geórgia, Michigan, Nevada, Pensilvânia e Wisconsin) e no Distrito de Colúmbia.
Quase todos os processos foram arquivados ou rejeitados por falta de evidências ou por ausência de legitimidade processual,:4, 10-14 incluindo 30 processos rejeitados pelos juízes após análise de mérito. Alguns dos juízes que rejeitaram os processos foram nomeados pelo próprio Trump. Juízes, advogados e outros observadores descreveram os processos como "frívolos" e "sem mérito". Em um único dia, a campanha de Trump e outros grupos que buscavam sua reeleição perderam vários casos em seis estados. Apenas uma decisão inicial foi favorável a Trump: o prazo para que eleitores de primeira viagem na Pensilvânia apresentassem identificação adequada para "corrigir" suas cédulas. Essa decisão afetou poucos votos e foi posteriormente anulada pela Suprema Corte da Pensilvânia [en].
Trump, seus advogados e apoiadores afirmaram falsamente que houve fraude eleitoral generalizada em declarações públicas, mas poucas dessas alegações foram feitas em tribunal. Todos os estados, exceto Wisconsin, cumpriram o prazo "porto seguro" estatutário de 8 de dezembro da Lei de Contagem Eleitoral para resolver disputas e certificar os resultados das votações. A equipe jurídica de Trump afirmou que não consideraria esse prazo de certificação eleitoral como a data limite para litigar os resultados da eleição. Três dias após ser apresentado pelo procurador-geral do Texas, Ken Paxton, a Suprema Corte dos EUA, em 11 de dezembro, recusou-se a ouvir um caso apoiado por Trump e seus aliados republicanos que pedia a rejeição dos votos eleitorais em quatro estados.
Um processo, Michigan Welfare Rights Org. et al. v. Donald J. Trump et al., foi movido por grupos de eleitores negros em Michigan contra Trump e sua campanha presidencial de 2020. A Dominion Voting Systems [en] iniciou processos por difamação contra os ex-advogados da campanha de Trump, Sidney Powell [en] e Rudy Giuliani, cada um no valor de 1,3 bilhão de dólares. A Smartmatic abriu um processo por difamação contra a Fox Corporation e seus apresentadores Lou Dobbs, Maria Bartiromo e Jeanine Pirro [en], além de Giuliani e Powell, no valor de 2,7 bilhões de dólares. Após o ataque ao Capitólio em 6 de janeiro de 2021, vários processos civis foram movidos contra Trump, às vezes em conjunto com outros réus. Os demandantes incluem membros do Congresso, oficiais da Polícia do Capitólio dos Estados Unidos e oficiais da Polícia Metropolitana do Distrito de Colúmbia.
Dois processos criminais também foram iniciados: O Estado da Geórgia v. Donald J. Trump, et al., um caso de extorsão contra Trump e 18 outros réus, e Estados Unidos v. Donald J. Trump, um caso de obstrução eleitoral no Distrito de Colúmbia.

## Contexto
Antes e após a eleição, a campanha do presidente em exercício Donald Trump apresentou diversos processos judiciais contestando os processos eleitorais, a contagem de votos e a certificação dos resultados em vários estados, incluindo Arizona, Geórgia, Michigan, Nevada, Pensilvânia, Texas e Wisconsin. Muitos casos foram rapidamente arquivados, e advogados e outros observadores notaram que os processos não tinham probabilidade de afetar o resultado da eleição. Trump, seus apoiadores e advogados afirmaram publicamente que houve fraude eleitoral generalizada.
A campanha de Trump sofreu vários reveses em 13 de novembro de 2020. O Departamento de Segurança Interna divulgou uma declaração afirmando que a eleição foi a "mais segura da história americana" e que não havia evidências de mau funcionamento dos sistemas de votação. Dezesseis promotores federais designados para monitorar a eleição enviaram uma carta ao Procurador-Geral William Barr afirmando que não havia evidências de irregularidades generalizadas. Um escritório de advocacia contratado pela campanha na Pensilvânia desistiu em meio a preocupações de que estava sendo usado para minar o processo eleitoral. A campanha abandonou seu processo "Sharpiegate" no Arizona. Um juiz em Condado de Wayne, Michigan, recusou-se a interromper a contagem de votos ou a certificação do vencedor. Na Pensilvânia, juízes recusaram bloquear 8.927 votos por correspondência nos condados de Montgomery e Filadélfia [en].
Quatro processos orquestrados pelo advogado conservador James Bopp na Geórgia, Wisconsin, Michigan e Pensilvânia foram abandonados em 16 de novembro, após um tribunal de apelação federal decidir que eleitores não poderiam apresentar certas reivindicações constitucionais. Sidney Powell foi dispensada como advogada da campanha de Trump em 22 de novembro e passou a atuar de forma independente a partir de 23 de novembro.
Até 27 de novembro de 2020, mais de trinta dos desafios legais apresentados desde o dia da eleição haviam fracassado.
Juízes federais na Geórgia e em Michigan rejeitaram esforços de última hora da advogada pró-Trump Sidney Powell para anular os resultados eleitorais em 7 de dezembro de 2020. A juíza do Tribunal Distrital dos Estados Unidos para o Distrito Leste de Michigan, Linda Parker, escreveu: "[Este processo parece ser menos sobre obter o alívio que os demandantes buscam — já que grande parte desse alívio está além do poder deste tribunal — e mais sobre o impacto de suas alegações na fé das pessoas no processo democrático e na confiança em nosso governo." No Tribunal Distrital dos Estados Unidos para o Distrito Norte da Geórgia, o juiz Timothy Batten escreveu: "Eles querem que este tribunal substitua seu julgamento pelos dois milhões e meio de eleitores que votaram em Joe Biden... E isso eu não estou disposto a fazer."
Juízes nomeados por Trump também rejeitaram as alegações e pedidos apresentados pela campanha de Trump nos tribunais.
As empresas de máquinas de votação Dominion Voting Systems e Smartmatic ameaçaram ações legais, alegando que foram difamadas por advogados de Trump e por meios de comunicação de direita, como Fox, Newsmax e OAN, que propagaram teorias conspiratórias sobre as empresas de tecnologia eleitoral. Em 18 de dezembro de 2020, os advogados da campanha de Trump orientaram os funcionários a preservar todos os documentos relacionados a Sidney Powell e à Dominion Voting Systems em relação aos processos. Dominion processou a Fox News [en] por 1,6 bilhão de dólares, e, em fevereiro de 2023, divulgou comunicações internas da Fox News, obtidas por intimação, que mostraram que vários apresentadores e executivos seniores da rede — incluindo o presidente Rupert Murdoch e a CEO Suzanne Scott — discutiram seu conhecimento de que as alegações de fraude eleitoral que estavam reportando eram falsas. As comunicações indicaram que a rede temia que não reportar as falsidades alienaria os telespectadores e os levaria a mudar para redes conservadoras rivais, impactando a lucratividade corporativa. Em abril de 2023, a Dominion chegou a um acordo com a Fox News por 787,5 milhões de dólares, mas um processo relacionado de 2,7 bilhões de dólares movido pela Smartmatic, outra empresa de sistemas de votação eletrônica, permanece sem resolução.

## Análise jurídica e reações
O professor da Loyola Law School [en], Justin Levitt, afirmou que "[n]ão há literalmente nada que eu tenha visto até agora com o potencial significativo de afetar o resultado final". O professor de direito eleitoral da Universidade Estadual de Ohio, Ned Foley, observou que "[v]ocê precisa ter uma reivindicação legal, e precisa ter evidências para respaldá-la. E isso simplesmente não existe". O professor de direito da Universidade de Kentucky, Joshua Douglas, disse que os processos "parecem não ter mérito algum". Bradley P. Moss, advogado especializado em segurança nacional, escreveu que os processos "continuam a desafiar a razão e a lógica, e são puramente teatro... É tudo uma farsa". O professor de direito eleitoral da Universidade da Califórnia, Irvine, Rick Hasen, afirmou que "não há evidências de fraude até agora que possam afetar os resultados da eleição". Barry Richard, que ajudou a supervisionar o esforço de recontagem liderado pelos republicanos na Flórida em 2000 durante a eleição de 2000, chamou os processos de "totalmente sem mérito" e disse que "não serão bem-sucedidos"; Gerry McDonough, advogado que trabalhou para a campanha de Gore [en], disse que Trump "não tem chance de reverter o resultado — é simplesmente impossível". A Agência de Segurança Cibernética e Infraestrutura [en] emitiu uma declaração chamando a eleição de 2020 de "a mais segura da história americana" e observando que "[n]ão há evidências de que qualquer sistema de votação tenha deletado ou perdido votos, alterado votos ou tenha sido comprometido de qualquer forma".
A Jones Day [en], uma das muitas firmas de advocacia que trabalhavam para a campanha de Trump e que lidou especificamente com Pennsylvania Democratic Party v. Boockvar, enfrentou críticas internas por seus esforços "míopes" em litígios que "erodem a confiança pública nos resultados eleitorais".

## Resumo dos processos pós-eleição
A campanha de Trump apresentou o maior número de processos pós-eleição relacionados à eleição presidencial dos Estados Unidos de 2020 nos estados-pêndulo do Arizona, Geórgia, Michigan, Nevada, Pensilvânia e Wisconsin. Foi uma decisão estratégica apresentar processos nesses estados que estavam muito próximos para serem decididos na noite do dia da eleição e permaneceram indefinidos por alguns dias.

### Contagem
Tabela mostrando o número de processos, organizados por estado, que foram abandonados pelos demandantes antes de uma decisão, julgados contra os demandantes ou arquivados pelo tribunal: isso se aplica a todos os processos movidos por Trump e seus apoiadores. Os casos indicados como em andamento referem-se a Michigan Welfare Rights Org. et al. v. Donald J. Trump et al.; vários processos movidos contra Trump e outros réus após o ataque ao Capitólio em 6 de janeiro de 2021, apresentados por membros do Congresso, oficiais da Polícia do Capitólio dos Estados Unidos e oficiais da Polícia Metropolitana do Distrito de Colúmbia; e dois casos criminais, O Estado da Geórgia v. Donald J. Trump, et al., um caso de extorsão contra Trump e 18 outros réus, e Estados Unidos v. Donald J. Trump, um caso de obstrução eleitoral. Desses casos, todos, exceto Georgia v. Trump, foram apresentados no Tribunal Distrital dos EUA para o Distrito de Colúmbia. O único veredicto na Pensilvânia, inicialmente favorável a Trump, foi, após apelação, revertido pela Suprema Corte da Pensilvânia contra a decisão do Tribunal da Commonwealth, que confirmou a decisão do Tribunal de Apelações Comuns do estado de reinstaurar a decisão da Comissão Eleitoral do Condado de Allegheny para contar 2.349 cédulas. Assim, o total de decisões favoráveis à campanha de Trump na Pensilvânia é 0 e o total de decisões contra é 2.
| Estado      | Abandonados | Arquivados | Julgamento em andamento | Julgados (contra) | Julgados (a favor) | Total |
| Arizona     | 3           | 4          | 0                       | 0                 | 0                  | 7     |
| Geórgia     | 3           | 4          | 1                       | 0                 | 0                  | 8     |
| Michigan    | 2           | 4          | 0                       | 1                 | 0                  | 7     |
| Nevada      | 2           | 5          | 0                       | 0                 | 0                  | 7     |
| Novo México | 1           | 0          | 0                       | 0                 | 0                  | 1     |
| Pensilvânia | 1           | 9          | 0                       | 2                 | 0                  | 12    |
| Wisconsin   | 1           | 5          | 0                       | 1                 | 1                  | 8     |
| Outros      | 1           | 2          | 6                       | 1                 | 0                  | 10    |
| Totais      | 14          | 33         | 7                       | 5                 | 1                  | 60    |

### Resumo dos casos
| Estado               | Data do primeiro arquivamento | Caso                                                                                                   | Tribunal                                                    | Número(s) do processo     | Resultado    | Comentários | Referências          |
| -------------------- | ----------------------------- | --- | ----------------------------------------------------------- | ------------------------- | ------------ | --- | -------------------- |
| Distrito de Colúmbia | 20 de novembro de 2020        | Michigan Welfare Rights Org. et al. v. Donald J. Trump et al.                                          | Tribunal Distrital dos EUA para o Distrito de Colúmbia [en] | 1:20-cv-03388             | Em andamento | Eleitores negros da área de Detroit acusaram a campanha de Trump de tentar privá-los de seus direitos de voto. | [ 23 ] [ 24 ] [ 25 ] |
| Distrito de Colúmbia | 16 de fevereiro de 2021       | Bennie G. Thompson v. Donald J. Trump, Rudolph W. Giuliani, Proud Boys International LLC, Oath Keepers | Tribunal Distrital dos EUA para o Distrito de Colúmbia      | 1:21-cv-00400             | Em andamento | Bennie Thompson [en] acusou os réus de violar a Lei do Ku Klux Klan de 1871 ao obstruir o trabalho do Congresso na certificação dos resultados dos votos do Colégio Eleitoral. | [ 62 ]               |
| Distrito de Colúmbia | 5 de março de 2021            | Eric Swalwell v. Donald J. Trump, Donald J. Trump Jr., Mo Brooks, Rudolph Giuliani                     | Tribunal Distrital dos EUA para o Distrito de Colúmbia      | 1:21-cv-00586             | Em andamento | Swalwell acusou os réus de violar leis de direitos civis, negligência, imposição intencional de sofrimento emocional e cumplicidade em agressão. | [ 29 ]               |
| Distrito de Colúmbia | 30 de março de 2021           | James Blassingame and Sidney Hemby v. Donald J. Trump                                                  | Tribunal Distrital dos EUA para o Distrito de Colúmbia      | 1:21-cv-00858             | Em andamento | Dois oficiais da Polícia do Capitólio dos EUA alegaram que Trump foi responsável por lesões físicas e emocionais sofridas durante o ataque de 6 de janeiro, posteriormente emendado para incluir violação da Lei do Ku Klux Klan e conspiração para interferir nos direitos civis. | [ 29 ]               |
| Distrito de Colúmbia | 1º de agosto de 2023          | Estados Unidos v. Donald J. Trump                                                                      | Tribunal Distrital dos EUA para o Distrito de Colúmbia      | 1:23-cr-00257             | Em andamento | O Departamento de Justiça acusou Trump de conspiração para fraudar os Estados Unidos, conspiração contra direitos, obstrução de um procedimento oficial e conspiração para tal. | [ 31 ] [ 63 ]        |
| Distrito de Colúmbia | 26 de agosto de 2021          | Conrad Smith et al. v. Donald J. Trump et al.                                                          | Tribunal Distrital dos EUA para o Distrito de Colúmbia      | 1:21-cv-02265             | Em andamento | Vários oficiais da Polícia do Capitólio dos EUA alegam que Trump e seus corréus conspiraram para violar a Lei do Ku Klux Klan e incitaram violência contra os oficiais. | [ 29 ]               |
| Geórgia              | 13 de agosto de 2023          | O Estado da Geórgia v. Donald J. Trump et al.                                                          | Tribunal Superior do Condado de Fulton                      | 23SC188947 (indiciamento) | Em andamento | O Estado da Geórgia acusou os 19 réus de violar o estatuto de Organizações Corruptas e Influenciadas por Extorsão [en] (RICO) da Geórgia, e réus individuais também enfrentam várias outras acusações.                                                                             | [ 30 ]               |

| Estado               | Data do primeiro arquivamento | Caso                                             | Tribunal                                                                  | Número(s) do processo | Resultado               | Comentários | Referências |
| -------------------- | ----------------------------- | ------------------------------------------------ | ------------------------------------------------------------------------- | --------------------- | ----------------------- | --- | --- |
| Federal              | 7 de dezembro de 2020         | Texas v. Pennsylvania et al.                     | Suprema Corte dos EUA (jurisdição original)                               | 22O155                | Negado                  | Processo movido pelo procurador-geral do Texas contra Geórgia, Pensilvânia, Wisconsin e Michigan. Negado por falta de legitimidade. | [ 64 ] [ 65 ] [ 66 ] |
| Distrito de Colúmbia | 20 de novembro de 2020        | Wisconsin Voters Alliance et al. v. Pence et al. | Tribunal Distrital dos EUA para o Distrito de Colúmbia                    | 1:20-cv-03791         | Apelação abandonada     | Um processo desafiando os resultados eleitorais da Pensilvânia, Michigan, Wisconsin, Geórgia e Arizona. Os demandantes solicitaram uma liminar preliminar para impedir que os réus, incluindo o vice-presidente Pence e os dois corpos legislativos do Congresso, certificassem os eleitores presidenciais e vice-presidenciais apresentados pelos estados mencionados. Pedido de liminar preliminar negado; tribunal considerará argumentos sobre ações disciplinares contra os demandantes. Arquivado voluntariamente. | [ 67 ] [ 68 ] [ 69 ] [ 70 ] [ 71 ] |
| Minnesota            | 24 de novembro de 2020        | Tyler Kistner et al. v. Steve Simon, et al.      | Suprema Corte de Minnesota                                                | A20-1486              | Julgado                 | Solicitou uma ordem de restrição temporária para atrasar a votação do conselho de apuração, alegando vários problemas com a eleição. Em 4 de dezembro de 2020, a Suprema Corte de Minnesota decidiu que a doutrina de laches se aplicava às reivindicações dos peticionários contra o secretário de estado e que eles tiveram tempo suficiente para iniciar o processo antes da eleição, mas não o fizeram. Em relação ao acesso de observadores à revisão pós-eleitoral, a lei de Minnesota exige que as acusações sejam apresentadas contra os funcionários eleitorais do condado, o que os peticionários não fizeram. Decisão dispositiva a favor da defesa | [ 72 ] [ 73 ] |
| Texas                | {27 de dezembro de 2020       | Gohmert et al. v. Pence                          | Tribunal Distrital dos Estados Unidos para o Distrito Leste do Texas [en] | 6:20-cv-00660         | Arquivamento confirmado | Busca um julgamento declaratório expedido constatando que a Seção 15 da Lei de Contagem Eleitoral, 3 U.S.C. §§ 5 e 15, é inconstitucional porque essas disposições violam a Cláusula dos Eleitores e a Décima Segunda Emenda da Constituição dos EUA. Os demandantes também solicitaram uma injunção emergencial necessária para efetivar o julgamento declaratório solicitado. Arquivado por falta de legitimidade e jurisdição. Os demandantes apelaram para o 5º Circuito, onde o arquivamento foi rapidamente confirmado. | Obras relacionadas com Gohmert v. Pence no Wikisource · Obras relacionadas com Gohmert v. Pence (Quinto Circuito de Apelações) no Wikisource |

## Suprema Corte dos Estados Unidos

### Texas v. Pennsylvania et al.
Em 8 de dezembro de 2020, o Procurador-Geral do Texas Ken Paxton processou os estados da Geórgia, Michigan, Pensilvânia e Wisconsin para invalidar os resultados da eleição presidencial nesses estados; o processo foi apresentado diretamente na Suprema Corte dos Estados Unidos devido à sua jurisdição original [en] sobre disputas entre estados. O Texas alegou que os quatro estados usaram a pandemia de COVID-19 como pretexto para alterar inconstitucionalmente as leis de votação e aumentar o número de cédulas enviadas pelo correio.
Os procuradores-gerais da Geórgia, Pensilvânia e Wisconsin responderam criticamente ao processo, enquanto Trump e dezessete procuradores-gerais republicanos de outros estados apresentaram moções em apoio ao caso. Após o escritório do Procurador-Geral da Geórgia, Chris Carr, descrever o processo como "constitucionalmente, legalmente e factualmente errado", Trump teve uma conversa telefônica com Carr, na qual o alertou para não mobilizar outros oficiais republicanos estaduais contra o processo.
Em 10 de dezembro, mais de 100 republicanos da Câmara assinaram um amicus curiae em apoio ao Texas, incluindo o líder da minoria Steve Scalise e o membro sênior do Comitê Judiciário, Jim Jordan. No mesmo dia, os procuradores-gerais da Geórgia, Michigan, Pensilvânia e Wisconsin pediram à Suprema Corte que rejeitasse o processo. Em seus memoriais, os estados contestaram a legitimidade do Texas, argumentaram que o caso não pertencia à Suprema Corte, que o Texas não tem controle sobre como outros estados conduzem suas eleições e que o Texas demorou demais para apresentar o processo.
Especialistas jurídicos criticaram o processo e disseram que era improvável que tivesse sucesso. Rick Hasen, especialista em direito eleitoral na Universidade da Califórnia, Irvine, e Paul Smith, professor no Centro de Direito da Universidade de Georgetown [en], questionaram se o Texas tinha legitimidade para apresentar o processo e disseram que era improvável que a Suprema Corte aceitasse o caso. O professor de direito da Universidade do Texas, Stephen Vladeck, comentou: "Parece que temos um novo líder na categoria de 'processo mais louco apresentado para supostamente contestar a eleição'."
Em 11 de dezembro de 2020, a Suprema Corte rejeitou o caso:
O pedido do Estado do Texas para apresentar uma petição de queixa é negado por falta de legitimidade sob o Artigo III da Constituição. O Texas não demonstrou um interesse judicialmente reconhecível na maneira como outro estado conduz suas eleições. Todas as outras moções pendentes são arquivadas como irrelevantes.
O juiz Alito, acompanhado pelo juiz Thomas, contribuiu com uma declaração adicional, discordando da rejeição:
Em minha opinião, não temos discricionariedade para negar o arquivamento de uma petição de queixa em um caso que se enquadra em nossa jurisdição original. Veja Arizona v. California, 589 U. S. ___ (24 de fevereiro de 2020) (Thomas, J., dissidente). Portanto, eu concederia o pedido para arquivar a petição de queixa, mas não concederia outros alívios, e não expresso nenhuma opinião sobre qualquer outra questão.

## Distrito de Colúmbia

### Michigan Welfare Rights Org. et al. v. Donald J. Trump Jr. et al.
Grupos de eleitores negros de Michigan moveram um processo no Tribunal Distrital Federal em 20 de novembro de 2020, alegando que a campanha de Trump privou eleitores negros de votarem ao tentar contestar os resultados eleitorais em Detroit, Filadélfia, Milwaukee e Atlanta. Em dezembro de 2022, um tribunal federal decidiu a favor da NAACP e da Organização de Direitos de Bem-Estar de Michigan neste caso. A decisão do tribunal permitiu que os demandantes prosseguissem com a apresentação de uma segunda queixa emendada.

### Wisconsin Voters Alliance et al. v. Pence et al.
Um processo contestando os resultados eleitorais da Pensilvânia, Michigan, Wisconsin, Geórgia e Arizona foi movido pelo Projeto Amistad da conservadora Sociedade Thomas More. Entre os demandantes estava a Aliança de Eleitores de Wisconsin. Pouco após o processo ser movido, os legisladores de Michigan Matt Maddock e Daire Rendon tentaram se retirar como demandantes, porque "o que foi eventualmente arquivado é muito diferente do que foi inicialmente discutido", disse Maddock.
O processo nomeou o vice-presidente Mike Pence, o Congresso e o Colégio Eleitoral entre os réus; no entanto, o Colégio Eleitoral não é uma entidade, mas um processo.
O pedido de liminar foi negado em 4 de janeiro de 2021, com base na falta de jurisdição, falta de legitimidade e porque os demandantes "não demonstraram nenhuma probabilidade de sucesso no mérito", já que o pedido se baseava em uma interpretação fundamentalmente errada da lei. O juiz James E. Boasberg também declarou que "ao final deste litígio, o Tribunal determinará se deve emitir uma ordem para justificar por que este caso não deve ser encaminhado ao seu Comitê de Reclamações para possível disciplina dos advogados dos demandantes" devido à falha em notificar ou citar devidamente os réus, apesar de lembretes do tribunal. O processo foi retirado em 7 de janeiro de 2021.

### Thompson v. Trump et al., Swalwell v. Trump et al., e Blassingame et al. v. Trump
O juiz Amit Mehta foi designado como juiz para os três processos, e ele consolidou os argumentos orais para eles, realizando audiências em 10 de janeiro de 2022, para considerar se Trump e os outros réus estavam imunes de responsabilidade. Os réus solicitaram imunidade com base na Primeira Emenda, e aqueles que eram funcionários eleitos também reivindicaram imunidade com base nesse status. Em 18 de fevereiro de 2022, Mehta negou o pedido para arquivar algumas das reivindicações, enquanto concedeu o pedido para arquivar outras. Trump então apelou dos casos para o Tribunal de Apelações do Circuito do Distrito de Colúmbia em 27 de julho de 2022, reivindicando imunidade absoluta. O Tribunal de Apelações decidiu contra ele em 1º de dezembro de 2023, permitindo que os processos civis prosseguissem.

### Estados Unidos da América v. Donald J. Trump
Este é um caso criminal federal em andamento sobre a suposta participação de Donald Trump em tentativas de anular a eleição presidencial dos EUA de 2020, incluindo seu envolvimento no ataque ao Capitólio em 6 de janeiro.

## Geórgia
Vários processos civis foram movidos na Geórgia após a eleição. Todos esses casos foram ou arquivados ou abandonados.
Em 14 de agosto de 2023, um grande júri da Geórgia indiciou Trump e 18 outros réus em um caso criminal de extorsão eleitoral. Este caso está em andamento.

## Michigan
Vários processos foram movidos em Michigan após a eleição. Todos esses casos foram ou arquivados ou abandonados.

## Minnesota

### Kistner v. Simon
Em 24 de novembro de 2020, uma petição foi movida na Suprema Corte de Minnesota por 25 candidatos de várias corridas dentro de Minnesota, bem como um grupo de eleitores, contra o Secretário de Estado de Minnesota Steve Simon e o conselho de apuração do estado. O processo alegava vários problemas eleitorais e buscava uma ordem de restrição temporária para atrasar a certificação dos resultados eleitorais, que já haviam sido certificados no dia anterior.
Em 4 de dezembro de 2020, a Suprema Corte de Minnesota arquivou todas as três reivindicações apresentadas pelos peticionários, ordenando assim que toda a petição movida em 24 de novembro de 2020 fosse arquivada.
A decisão do tribunal de arquivar foi baseada, em parte, no fato de que os peticionários deveriam ter movido o processo mais cedo. "Dado o registro público indiscutível sobre a suspensão da exigência de testemunha para cédulas de votação por correspondência, os peticionários tinham o dever de agir bem antes de 3 de novembro de 2020," afirma a decisão. Ela prossegue dizendo que "apresentar essas reivindicações 2 meses após o início da votação, 3 semanas após o término da votação e menos de 24 horas antes de o Conselho de Apuração do Estado se reunir para certificar os resultados eleitorais é irracional."

## Nevada
Sete processos foram movidos em Nevada após 3 de novembro de 2020. Todos esses casos foram ou arquivados ou abandonados.

## Novo México

### Donald J. Trump for President v. Oliver et al.
Em 14 de dezembro de 2020, no mesmo dia em que os eleitores do Novo México depositaram seus votos no Colégio Eleitoral, a campanha de Trump moveu um processo no tribunal federal contra a Secretária de Estado do Novo México, Maggie Toulouse Oliver, os eleitores do estado e o Conselho de Apuração do Estado. O processo questionava o uso de caixas de coleta nas eleições de 2020. A ação federal alegava que a Secretária de Estado Maggie Toulouse Oliver violou o código eleitoral do estado ao permitir que os eleitores depositassem cédulas de votação por correspondência em caixas de coleta nos locais de votação, em vez de entregá-las pessoalmente ao juiz presidente do local. A queixa pedia ao tribunal que ordenasse um adiamento na certificação do voto eleitoral do Novo México, que já havia ocorrido, e determinasse uma apuração estadual das cédulas por correspondência, incluindo investigações em todos os locais de votação onde uma caixa de coleta foi implementada.
Em 11 de janeiro de 2021, cinco dias após o Congresso certificar [en] os resultados para Joe Biden, a campanha abandonou o processo. O advogado de Trump, Mark Caruso, citou "eventos que ocorreram desde o início deste processo" em uma moção de três páginas como motivo para abandonar o processo. No entanto, a moção ainda permite revisitar essas questões no futuro.

## Pensilvânia
Vários processos foram movidos na Comunidade da Pensilvânia. Quatro ainda estavam pendentes em jurisdição federal na Suprema Corte dos Estados Unidos. Destes, dois processos foram movidos após o Dia da Eleição, e os outros dois foram movidos antes da eleição. Os processos movidos após o Dia da Eleição foram Bognet et al. v. Boockvar et al. e Donald J. Trump for President v. Boockvar et al.. Donald J. Trump for President v. Boockvar et al. foi arquivado sem comentários pela Suprema Corte em 22 de fevereiro de 2021. Em 19 de abril de 2021, mais de cinco meses após a eleição de 3 de novembro de 2020, a Suprema Corte recusou-se a ouvir o caso pendente movido pelo ex-candidato congressional republicano Jim Bognet, arquivando-o sem comentários.
Em agosto de 2024, um juiz determinou que o Condado de Washington, Pensilvânia, violou a lei estadual ao não notificar os eleitores quando suas cédulas por correspondência foram rejeitadas durante a eleição primária de abril. A decisão ordenou que o condado notifique os eleitores sobre futuras rejeições e permita a votação provisória.

### Bognet et al. v. Boockvar et al.
Solicitou a um tribunal federal que anulasse a decisão da Suprema Corte da Pensilvânia que permitia o recebimento de cédulas após o Dia da Eleição. Arquivado pelo tribunal distrital da Pensilvânia, apelado para o Tribunal de Apelações do 3º Circuito; arquivado, e apelado para a Suprema Corte, onde foi arquivado sem comentários em 22 de fevereiro de 2021.

### Donald J. Trump for President v. Boockvar et al.
Donald J. Trump for President v. Boockvar et al. é um processo movido na Suprema Corte dos Estados Unidos em 20 de dezembro de 2020. O processo solicita que o tribunal avalie a constitucionalidade de três decisões da Suprema Corte da Pensilvânia: In re Eleição Geral de 3 de Novembro de 2020, In re Observação de Apuração e In re Apuração de Cédulas por Correspondência e Ausentes de 3 de Novembro de 2020, Eleição Geral. A campanha de Trump também apresentou um pedido para acelerar os procedimentos, mas o tribunal ignorou isso e, em vez disso, estabeleceu o prazo para os memoriais de resposta dos réus para 22 de janeiro de 2021, dois dias após a posse de Biden. Foi arquivado sem comentários pela Suprema Corte em 22 de fevereiro de 2021.

## Texas

### Gohmert et al. v. Pence
Em 27 de dezembro de 2020, o congressista do Texas Louie Gohmert [en], a presidente do Partido Republicano do Arizona Kelli Ward e outros membros do Partido Republicano moveram uma queixa no Tribunal Distrital dos Estados Unidos para o Distrito Leste do Texas. O vice-presidente Mike Pence foi nomeado como réu do processo. A queixa argumentava que certas disposições da Lei de Contagem Eleitoral de 1887 [en] são inconstitucionais sob a Cláusula dos Eleitores e a Décima Segunda Emenda da Constituição dos Estados Unidos. O resultado pretendido do processo era capacitar Pence a selecionar listas "alternativas" autoproclamadas de eleitores de estados-pêndulo específicos em 6 de janeiro de 2021, de modo que Trump recebesse os votos eleitorais desses estados e vencesse a eleição; a Lei de Contagem Eleitoral não concede ao vice-presidente qualquer poder "discricionário exclusivo" sobre os votos eleitorais, e nenhuma das listas "alternativas" autoproclamadas de eleitores dos estados-pêndulo foi certificada pelos processos legais de seus respectivos estados.
O juiz Jeremy Kernodle, do Tribunal Distrital dos EUA para o Distrito Leste do Texas, solicitou que o vice-presidente Pence apresentasse uma resposta ao processo até 31 de dezembro de 2020, às 17h, e que Gohmert apresentasse uma réplica a Pence até 1º de janeiro de 2021, às 9h. Pence respondeu em 31 de dezembro que o processo deveria ser arquivado porque ele não é a parte apropriada para tratar do assunto. O Departamento de Justiça também solicitou o arquivamento do processo. Em 1º de janeiro de 2021, Gohmert e outros republicanos apresentaram um novo memorial sustentando que Pence é o réu apropriado no caso, e que os Estados Unidos ou os parlamentares da Câmara ou do Senado poderiam ser adicionados como réus pelo congressista para esclarecimento. Gohmert afirmou que precisava de uma decisão até 4 de janeiro de 2021. No entanto, o Departamento de Justiça apoiou Pence e observou que o Congresso, não Pence, seria mais adequado para ser processado. Além disso, advogados do Congresso também apoiaram a posição de Pence.
O caso foi arquivado sem prejudicialidade em 1º de janeiro de 2021, por falta de legitimidade e jurisdição. O juiz Kernodle decidiu que Gohmert não tinha legitimidade com base no precedente estabelecido pela Suprema Corte em 1997: alegar uma "lesão institucional à Câmara dos Representantes" não concede a Gohmert legitimidade para processar "como indivíduo". Além disso, Kernodle decidiu que a lesão alegada por Gohmert "exige uma série de eventos hipotéticos—mas de forma alguma certos—que são muito incertos para sustentar a legitimidade". Quanto aos outros demandantes, Kernodle decidiu que eles não tinham legitimidade porque a lesão alegada "não é diretamente atribuível" ao vice-presidente. Gohmert apelou da decisão do tribunal distrital no mesmo dia.
Em 2 de janeiro, um painel de três juízes rejeitou rapidamente e de forma concisa a apelação, "confirmando a decisão" do tribunal distrital "essencialmente pelos motivos apresentados" na ordem de Kernodle.

## Wisconsin
Vários processos foram movidos em Wisconsin após a eleição. Um painel de três juízes do Tribunal de Apelações do Sétimo Circuito [en] rejeitou por unanimidade o recurso de Trump contra a decisão de um tribunal inferior em Trump v. Wisconsin Elections Commission em 24 de dezembro. O tribunal considerou outro caso, Feehan et al. v. Wisconsin Elections Commission et al., embora em dezembro de 2020 Sidney Powell tenha apresentado uma petição de emergência na Suprema Corte dos Estados Unidos buscando um mandado de mandamus extraordinário para intervenção no caso. A petição foi negada sem comentários em 1º de março de 2021, encerrando a questão.

### Mark Jefferson v. Condado de Dane, Wisconsin
Em 14 de dezembro de 2020, uma petição foi apresentada na Suprema Corte de Wisconsin [en] por Mark Jefferson e o Partido Republicano de Wisconsin [en] buscando uma declaração de que: (1) o Condado de Dane não tem autoridade para emitir uma interpretação da lei eleitoral de Wisconsin permitindo que todos os eleitores do Condado de Dane obtivessem uma cédula de votação por correspondência sem a identificação com foto e (2) a Ordem de Emergência nº 12 do Governador Tony Evers não autorizou que todos os eleitores de Wisconsin obtivessem uma cédula por ausência sem a identificação com foto. A Suprema Corte de Wisconsin decidiu a favor de Mark Jefferson e do Partido Republicano de Wisconsin, afirmando que a interpretação das leis eleitorais de Wisconsin pelo governo do Condado de Dane estava errada. “Um funcionário do condado não pode ‘declarar’ que qualquer eleitor está indefinidamente confinado devido a uma pandemia”, disse o tribunal. O tribunal também afirmou que “...a presença de uma doença transmissível como a COVID-19, por si só, não dá direito a todos os eleitores de Wisconsin de obter uma cédula por correspondência...” Esta decisão não teve efeito sobre os resultados nem do Condado de Dane nem de Wisconsin.

## Sanções éticas
Em 25 de junho de 2021, um tribunal de apelação do estado de Nova York suspendeu a licença de advogado de Rudy Giuliani no estado de Nova York. Algumas semanas depois, um tribunal de Washington D.C. suspendeu sua licença de advogado em Washington D.C. Em julho de 2024, Giuliani foi oficialmente cassado no estado de Nova York.
Em 12 de julho de 2021, a juíza distrital dos EUA Linda Parker, do Tribunal Distrital dos Estados Unidos para o Distrito Leste de Michigan [en], realizou uma audiência por Zoom e exigiu o depoimento de vários advogados que participaram de processos pós-eleição, incluindo Sidney Powell, L. Lin Wood e outros. A audiência foi o primeiro passo para determinar se os advogados que participaram dos processos pós-eleição deveriam receber sanções por má conduta de advogado ou serem encaminhados a um órgão regulador para processos de cassação, por violarem a ética de sua profissão. A juíza Parker emitiu sanções contra os advogados em agosto de 2021, ordenando que pagassem os honorários advocatícios incorridos pelas autoridades de Michigan e fizessem cursos de educação jurídica. Parker também encaminhou os advogados aos estados onde estão licenciados para praticar advocacia para possíveis ações disciplinares. Ela escreveu que os advogados haviam “desprezado seu juramento, desrespeitado as regras e tentado minar a integridade do judiciário ao longo do caminho.”
Em 3 de agosto de 2021, o juiz-magistrado do Tribunal Distrital dos Estados Unidos para o Distrito do Colorado [en] N. Reid Neureiter sancionou dois advogados, Gary D. Fielder e Ernest John Walker, por um processo eleitoral “frívolo” movido de “má-fé”, contendo alegações “altamente controversas e inflamatórias” que os advogados não fizeram esforço para verificar. Em novembro de 2021, Neureiter ordenou que os dois advogados pagassem aos grupos que processaram US$187.000 para cobrir seus custos legais, e para dissuadir processos frívolos semelhantes.

## Na cultura popular
A advogada Sidney Powell usou a frase “soltar o Kraken” para descrever esforços legais para anular a eleição presidencial dos Estados Unidos de 2020. Tornou-se uma expressão associada a teorias da conspiração sem fundamento.